# Рюмеланж
Рюмеланж (люксемб. Rëmeleng, фр. Rumelange, нім. Rümelingen) — місто в Люксембурзі, що утворює собою окрему комуну. Входить до складу кантону Еш-сюр-Альзетт в окрузі Люксембург.

## Історія
Рюмеланж був великим центром з видобутку залізної руди. Копальні існували тут з приблизно 1468, але перша концесія видобутку була надана в 1824 році. Остання шахта була закрита в 1978 році. Там створений цікавий Національний музей шахт.

## Географія
Площа території комуни становить 6,83 км² (114-е місце за цим показником серед 116 комун Люксембургу).
Найвища точка комуни над рівнем моря — 432 метрів (34-е місце за цим показником серед комун країни), найнижча — 287 метрів (97-е місце).

## Демографія
Станом на 2011 рік на території комуни мешкало 5 066 ос.
Динаміка чисельності населення: